# Buenos Aires, Zozocolco de Hidalgo
Buenos Aires är en ort i Mexiko.   Den ligger i kommunen Zozocolco de Hidalgo och delstaten Veracruz, i den sydöstra delen av landet, 180 km öster om huvudstaden Mexico City. Buenos Aires ligger 412 meter över havet och antalet invånare är 223.
Terrängen runt Buenos Aires är lite bergig. Runt Buenos Aires är det ganska tätbefolkat, med 207 invånare per kvadratkilometer. Närmaste större samhälle är Olintla, 10,8 km väster om Buenos Aires. I omgivningarna runt Buenos Aires växer i huvudsak städsegrön lövskog.